# Hydriomena nigra
Hydriomena nigra är en fjärilsart som beskrevs av Taco Hajo van Wisselingh 1957. Hydriomena nigra ingår i släktet Hydriomena och familjen mätare. Inga underarter finns listade i Catalogue of Life.